# 화뤄겅

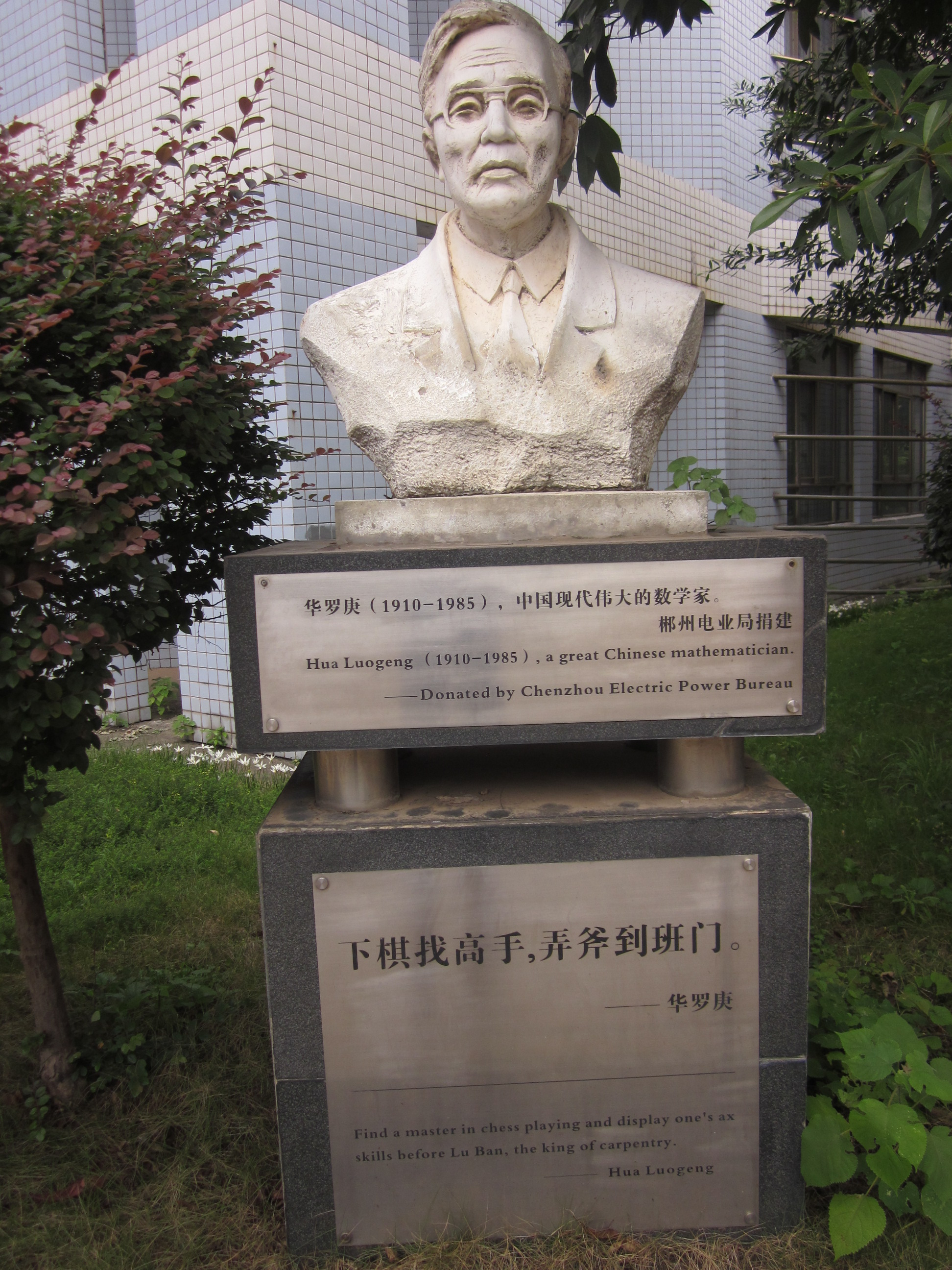
화뤄겅의 동상

화뤄겅(중국어 간체자: 华罗庚, 정체자: 華羅庚, 병음: Huà Luógēng, 한자음: 화나경, 1910년 11월 12일 ~ 1985년 6월 12일)은 중국의 수학자다. 정수론에 공헌하였다.

## 생애
1910년 11월 12일에 장쑤성에서 작은 상점을 운영하는 상인의 아들로 태어났다. 그는 중국에서 대부분의 삶을 살다 1985년 6월 12일 일본, 도쿄에서 생을 마감하였다. 그는 1931년 Xiaoguan Wu와 결혼하여 두 아들 Ling과 Guang, 두 딸 Mi와 Su를 두었다.

## 수학적 능력
화뤄겅은 중학교 시절에 수학적 재능을 보였는데, 당시 수학교사가 그의 재능을 알아복 고등 수학책을 보도록 권하였다. 중학교를 마친 뒤 상하이 소재의 직업학교에 들어갔고, 그곳에서 전국 자산 경연대회에서 우승을 하기도 하였다. 화뤄겅은 중학교를 마친뒤, 홀로 고등학교 및 대학 수학을 공부하였다.

## 업적
1929년 12월, 그는 그의 첫 논문「Sturm정리에 관한연구」를 발표하였다. 이듬해 그는 5차방정식의 해법에 관한 원고를 발표하기도 하였다. 화뤄겅은 칭화대에서 처음에는 도서관 사서로 일하다가 나중에 수학 조교가 되었다. 1932년 가을 처음으로 강사가 되었고,10여 편의 논문을 발표한 2년 후(24살)에 조교수 자리를 얻었다. Hardy의 초청으로 그는 2년간 캠브리지 대학에서 지내게 된다. 대학에 머무는 동안 정수론문제에 Hardy Littlewoodcirclemethod를 적용하여, Waring에 대한 논문을 발표하게 되었고 그로 인하여 수학계 내에 이름을 알리게 된다.